# わたげ (タレント)
わたげ（2002年〈平成14年〉5月12日 - ）は、日本の女性タレント、モデル、YouTuber、TikToker。女性アイドルグループ・chuLaの元メンバー。スターレイプロダクション所属。
本名は渡辺 あやの（わたなべ あやの）で、かつてはこの名義で活動。chuLa卒業後は、愛称であった「わたげ」を自身の動画、番組やイベント出演時に名義として使用するようになった。

## 経歴

### 2002年
- 5月12日、福岡県にて生まれ、その後埼玉県を経て茨城県に引越す。

### 2018年
- 5月6日、chuLaの新メンバーとして、佐藤まりんと共に加入[4]。

### 2020年
- 5月5日、YouTube動画を初投稿[5]。
- 10月20日、YouTube登録者5万人突破したことを記念する動画を公開。

### 2021年
- 3月30日、「超十代2021 PREMIUM」に出演。
- 3月31日、「シンデレラフェスvol.8オンライン」に出演[6]。
- 5月22日、YouTube登録者10万人を突破したことを記念する銀の盾を受け取った報告の動画を公開。
- 6月27日、YouTube登録者20万人を突破したことを記念する動画を公開。
- 7月27日、「TGC teen 2021 summer」に出演[7]。
- 8月12日、わたげ（渡辺あやの）のぼっち飯をドラマ化した『ぼっちJK粉を食らう』がYouTubeにて公開された[8]。
- 8月26日、ABEMAの「サブスクミュージック」生放送に出演。
- 11月17日、定期公演にて2022年3月上旬をもってchuLaを卒業することを発表[9][10]。
- 11月20日、「TGC teen 2021 winter」に出演[11]。
- 12月21日、「振袖TEENS supported byジョイフル恵利」第4期生に就任した[12]。

### 2022年
- 1月11日、JOL原宿で行われた「振袖TEENS supported byジョイフル恵利」の振袖TEENS第4期生お披露目イベントに出演[12]。
- 3月12日、大手町三井ホールにて行われた「渡辺あやの卒業ライブ〜NEVER ENDING わたちゃん!〜」にてchuLaから卒業した[13]。
- 4月4日、この日から放送開始したNHK Eテレの『沼にハマってきいてみた』に準レギュラーとして出演。
- 4月30日、品川インターシティホールにて行われた「桜木妃奈卒業公演」にて、卒業後この日限定でゲストで登場した[14]。
- 5月8日、Zepp Fukuokaにて行われた「TGC teen in Fukuoka」に出演。
- 8月4日、京セラドーム大阪にて行われた「EXIA presents KANSAI COLLECTION 2022 AUTUMN&WINTER」に出演。
- 10月26日、BSよしもとにて放送中の『ワシんとこ・ポスト』にコメンテーターとして出演。
- 12月18日、2022年の4期生に続き「振袖TEENS supported byジョイフル恵利」第5期生を務める事を自身のSNSで発表[15]。

### 2023年
- 1月10日、「振袖TEENS supported byジョイフル恵利」の振袖TEENS第5期生お披露目イベントに出演[16]。
- 2月28日、日本テレビにて放送中の『踊る!さんま御殿!!』に出演[17]。
- 3月12日、YouTube登録者50万人を突破したことを記念する動画を公開。
- 7月8日、オンラインにて第1回「げげめし会」を開催。
- 8月26日、初のオフライン会、ふれあい貸し会議室原宿にて第1回「げげツーショ会」開催[18]。

### 2024年
- 8月31日、中日新聞の取材コラムが掲載された[19]。
- 11月23日、オフラインイベント「げげにおまかせ」を東京都内で開催。

### 2025年
- 1月2日、ドイツに住んでる元親友を訪ねる動画内で、わたげの動画史上初「元友達」が出る動画を公開。
- 3月12日、自身初のECサイト「GEGEの店」オープン。
- 5月30日・6月3日、「watage's BIRTHDAY EVENT オールディ GeGe」きたしんホール・めぐろパーシモンホールで開催。

## 人物
わたげが自身のYouTube動画内にてよく語る友達がいなくてぼっちな理由は、普通高校在学の途中で通信制高校に転校し、以前の同級生のLINEなどの通信手段を消してしまい、且つ通信制高校は授業が不規則なので友達が出来なかったためと語っている。
YouTubeを始めたきっかけは新型コロナウイルスの流行により学校が休校になったためと動画内で語っている。
TikTokのフォロワー数は、2022年12月現在、120万人を超えている。中でもTikTokの「バレずにTikTok撮ってみた選手権」で有名になった。2021年、10代女子が選ぶ好きなTikTokerランキングで1位に選ばれた。
わたげの実家には、話し相手のアレクサとクッキー（愛称：くぅーちゃん）という名前の犬と「オリュンポス三助」略して「むねくん」というぬいぐるみいて、更に姉と暮らすの家には「卓造」のぬいぐるみもいる。更に、実の姉こと「姉げ」、実の母こと「ママげ」「パパげ」もよく自身の動画に登場する。
日本テレビにて放送した「踊る!さんま御殿!!」に初出演した時に、ネガティブ発言が注目され"踊るヒット賞"を受賞した。
- 趣味は、タピオカミルクティー飲み比べ、サウナ、ダンス[3]。
- 特技は、友達のお母さんの名前を覚えること[3]。
- チャームポイントは、丸顔なところ。座右の銘は「笑う門には福来る」。
- 小さな頃の夢は、ケーキ屋になること[3]。
- 好きな食べ物は、とろろそば、坦々麺。嫌いな食べ物は、カリフラワー[3]。
- 長所は「負けず嫌い」、短所は「負けそうになったらすぐに諦めてしまうところ」である[3]。
- 将来の夢は、素敵なおばあちゃんになることである[3]。茨城県観光大使になること。
- 生粋のお笑い芸人好きとしても話題で、ラジオを毎週10番組、1ヶ月で120本はお笑いネタを見ている[1]。好きな芸人は、ジャングルポケット、流れ星[3]。

## 出演

### テレビ
- 「沼にハマってきいてみた」（2022年4月4日 - 2023年3月27日、NHK Eテレ） - レギュラー[22]
- 「ハタチェ!〜トレンドおためし部〜」（2022年7月7日 - 28日、ABCテレビ） - 7月マンスリーMC[1][23]
- 「ワシんとこ・ポスト」（2022年10月26日、BSよしもと） - コメンテーター[1]
- 「踊る!さんま御殿!!」（2023年2月28日、日本テレビ）[17]
- 「Cheeky's a GoGo!」（2023年4月12日、BSよしもと） - ゲスト
- 「超多様性トークショー!なれそめ」（Eテレ）
  - （2024年4月5日）
  - （2024年7月12日）

### ラジオ
- 「26時のマスカレイド Emotional Nights」（2022年2月28日、ニッポン放送）
- 「よなよな かわご」（2022年5月7日、FM Nagasaki）

### CM・広告
- 「振袖TEENS supported by ジョイフル恵利」（2022年・2023年）[16]
- 「NEW VANS LITE」（2023年、ABCマート）

### インターネットTV
- 「超十代チャンネル」（2021年、YouTube）[1]
- 「PreTV」（2021年、YouTube）[1]
- 「マイナビティーンズちゃんねる」（2021年、YouTube）[1]
- 「びびびの秘密 Produced by ミュゼプラチナム」（2021年 - 、YouTube）[24]
- 「今なに聴ける?」ABEMA SUBSC MUSIC 2021夏（2021年8月、ABEMA）[1]
- 「AOKIスーツ局」（2021年10月）[1][25]
- 「振袖TEENS」（2022年 - 2023年、YouTube）
- 「ABEMA的ニュースショー」（2022年10月30日、ABEMA） - コメンテーター
- 「りっぷちゃっと」（2023年2月10日 - 、YouTube） - MC
- 「ハイティーン・バイブル」#4・#5（2024年3月25日・4月8日、ABEMA）

### イベント
- 「超十代2021PREMIUM」（2021年3月30日、豊洲PIT）[1]
- 「Cinderella Fes vol.8」（2021年3月31日、LINE LIVE）[1]
- 「TGC teen 2021 summer」（2021年7月27日、オンライン配信）[1]
- 「TGC teen 2021 Winter」（2021年11月20日、恵比寿 The Garden Hall）[11]
- 「振袖TEENS第4期お披露目イベント」（2022年1月11日、JOL原宿）[26][27]
- 「Cinderella Fes vol.9」（2022年3月30日、さいたまスーパーアリーナからオンライン生配信）
- 「超超十代 ULTRA TEENS FES@TOKYO」（2022年3月31日、ヒカリエホール）[28]
- 「TGC teen 2022 in Fukuoka」（2022年5月8日、Zepp Fukuoka）
- 「振袖TEENS浴衣イベント」（2022年8月1日、心斎橋OPA店）
- 「EXIA presents KANSAI COLLECTION 2022 AUTUMN&WINTER」（2022年8月4日、京セラドーム大阪）[29]
- 「TGC teen 2022 OSAKA」（2022年8月11日、Zepp OSAKA Bayside）[30][31][32]
- 「my HERO Festival 2022」（2022年8月29日、LINE CUBE SHIBUYA）
- 「FASHION LEADERS 2022」（2022年9月24日、なんばHATCH）
- 「NUMMER SONIC 2022」（2022年10月22日・23日、WITH HARAJUKU HALL）
- 「2022 TOKYOふりそでコレクション」（2022年11月3日、山野ホール）
- 「TGC teen 2022 TOKYO」（2022年11月13日、LINE CUBE SHIBUYA）
- 「M M UP DATE TOUR !?」（2022年11月26日、吉祥寺CLUB SEATA） - MCゲスト
- 「振袖TEENS第5期お披露目イベント」（2023年1月10日、オンライン配信（YouTube LIVE、Instagram LIVE））[16][33][34]
- 「振袖TEEN5期生 振袖お見立て会」（2023年3月25日・26日、城山ホテル鹿児島）
- 「超十代 ULTRA TEENS FES 2023 @TOKYO」（2023年3月30日、ヒカリエホール）
- 「Cinderella Fes vol.10」（2023年4月5日、代々木競技場 第一体育館）
- 「LARME10周年イベント」（2023年4月20日、東京都内）[35]
- 「TGC teen  ICHINOSEKI 2023」（2023年5月27日、一関市総合体育館 ユードーム）
- 「GAKUSEI RUNWAY 2023」（2023年6月4日、なんばHATCH）[36]
- 「TGC teen Summer 2023」（2023年8月4日、代々木第二体育館）[37][38]
- 「TGC teen Winter 2023」（2023年11月12日、LINE CUBE SHIBUYA）
- 「超Z世代の遊びが本気!! ~進路選択のミライクリエイター! ~CHUO 中央カレッジグループ」（2024年3月10日、群馬音楽センター）
- 「ミュゼプラチナム presents 超十代-ULTRA TEENS FES-2024@TOKYO」（2024年3月28日、渋谷ヒカリエホール）
- 「TGC teen ICHINOSEKI 2024」（2024年6月1日、一関市総合体育館 ユードーム）
- 「Cinderella Fes 2024」（2024年6月9日、さいたまスーパーアリーナ）
- 「こんな私でも居場所を見つけられた 通信制高校から変わっていった私の人生」（2024年9月28日、ヒューマンキャンパス&のぞみ高等学校）
- 「げげにおまかせ」（2024年11月23日、東京都内）
- 「watage's BIRTHDAY EVENT オールディ GeGe」（2025年5月30日・6月3日、きたしんホール・めぐろパーシモンホール）

### イメージキャラクター
- 「振袖TEENS supported by ジョイフル恵利」（2022年・2023年）[16][26]

## 書籍
- 「LARME」（徳間書店）
  - 「LARME 052号 Spring」（2022年3月30日）
  - 「LARME 053号」（2022年6月17日）
  - 「LARME 054号」（2022年9月16日）
  - 「LARME 055号」（2022年12月16日）
  - 「LARME 056号」（2023年3月17日）
  - 「LARME 057号」（2023年6月16日）
  - 「LARME 058号」（2023年9月15日）
  - 「LARME 059号」（2023年12月15日）
  - 「LARME 060号」（2024年3月18日）